# Walter Krostewitz

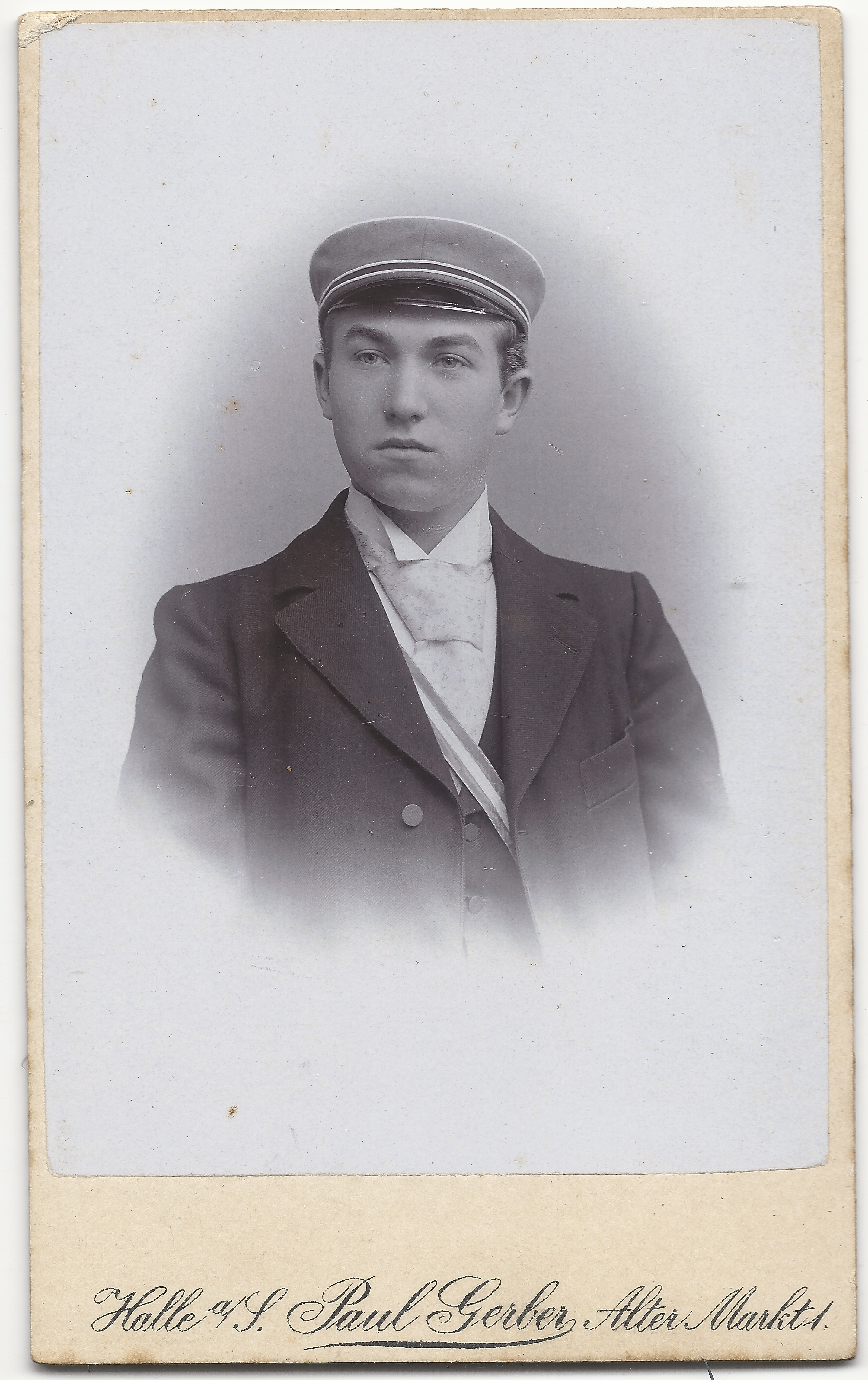
Walter Krostewitz (1897)

Bernhard Walter Krostewitz (* 9. Oktober 1877 in Halle (Saale); † 30. September 1949 in Winterberg) war ein deutscher Manager der Textilindustrie.

## Leben
Nach dem Abitur an der Oberrealschule in Halle studierte Walter Krostewitz an der Friedrichs-Universität Halle Chemie. 1897 wurde er Mitglied des Corps Teutonia Halle. An der Albert-Ludwigs-Universität Freiburg wurde er 1902 zum Dr. phil. promoviert. Er wurde Assistent bei Emilio Noelting an der  Kaiser-Wilhelms-Universität. Anschließend fand er Anstellungen als Chemiker in Ungarn, Österreich, Italien, Deutschland und im Elsass. Während des Ersten Weltkrieges war er in Italien tätig. 1919 wurde er zum Direktor und Vorsitzenden des Direktoriums der Moritz Ribbert AG, Baumwollspinnerei und Weberei, Bleicherei, Färberei, Blaudruckerei und Kattunfabrik in Hohenlimburg berufen.
Krostewitz war Mitglied des Aufsichtsrates der KBC Manufaktur Koechlin, Baumgartner & Cie. AG und Vorsitzender der Vereinigung Deutscher Blaudrucker e. V.

## Schriften
- Zur Geschichte der Firma Ribbert